# Східний Барай
Східний Барай (кхмер. បារាយណ៍ខាងកើត) — штучне водосховище (барай) в Ангкорі, нині пересохле.

## Опис
Водосховище орієнтовано зі сходу на захід. Східний Барай було збудовано близько 900 року за часів правління Ясовармана I. Водосховище живилось водою з річки Сіємреап. Під час будівництва навіть довелось перенести русло річки на 2 кілометри на схід. Розміри водойми становлять 7150 м на 1740 м, глибина — 5 м. У центрі бараю розташований храм Східний Мебон, який колись стояв на острові.
У всіх чотирьох кутах бараю було знайдено стели з написами. Всі бараї відігравали не лише роль водосховища, що накопичувало воду для зрошення сільськогосподарських угідь, але й символічну роль світового океану, що оточує гору Меру.